# Tairua (fleuve)
Pour les articles homonymes, voir Tairua.
Le Tairua (en anglais : Tairua River) est un fleuve situé dans la péninsule de Coromandel dans l’Île du Nord de la Nouvelle-Zélande.

## Géographie
Le Tairua s'écoule vers le nord puis le nord-est sur une longueur totale de 35 km à partir de sa source située dans la chaîne de Coromandel à l’ouest de la ville de Whangamata, passant à travers la ville de Hikuai avant d’atteindre l’Océan Pacifique au niveau de la ville de Tairua sur la côte est de la péninsule.
La petite île Shoe se trouve directement à l’opposé de l’embouchure de la rivière, à 2 km au large dans l'océan.